# 스파르타 대대
스파르타 대대는 돈바스 전쟁에서 도네츠크 인민 공화국 진영에 가담한 '자원군'들로 이뤄진 대대이다.
이 대대는 반군 내에서 '모토롤라'라는 별명을 가진 아르세니 파블로프의 지휘 아래에 있다.
스파르타 대대는 슬라뱐스크 전투와 일로바이스크 전투에 참여했으며, 2차 도네츠크 국제공항 전투에서 중요한 역할을 담당하였다.
이 대대는 반군 내에서 전투 중 포로로 잡힌 우크라이나 정부군 병사들을 고문하거나, 처형하는 등의 전쟁 범죄를 저지르는 조직으로 악명이 높다.